# Beaumont-Hague
Beaumont-Hague är en kommun i departementet Manche i regionen Normandie i norra Frankrike. Kommunen ligger i kantonen Beaumont-Hague som tillhör arrondissementet Cherbourg. År 2018 hade Beaumont-Hague 1 379 invånare.

## Befolkningsutveckling
Antalet invånare i kommunen Beaumont-Hague
| Referens: INSEE |